# Љубомир Ковачевић
Љубомир Ковачевић (Петница, 4/16. јануар 1848 — Врњачка Бања, 19. новембар/2. децембар 1918) био је српски историчар и политичар. Један је од зачетника критичке историографије у српској науци.

## Биографија

### Школовање и рани рад
Рођен је од оца Михаила Ковачевића, петничког свештеника, и мајке Василије, ћерке учитеља Јанићија Поповића. Основну школу похађао је у родном месту. Ниже разреде гимназије завршио је у Шапцу. Више разреде гимназије и Велику школу завршио је у Београду. Наставничку активност започео је 1870. године као суплент у Неготину а две године касније прешао је у Крагујевац у учитељску школу. Када је ова школа премештена у Београд он је дошао заједно са њом.
Његова ћерка била је Видосава Ковачевић.

### Културни и политички рад
Брзо је постао члан Српског ученог друштва. Био је изузетно активан у готово свим ондашњим српским културним и научним установама. Био је председник Српске књижевне задруге. Био је и један од чланова оснивача и члан прве Управе Српског археолошког друштва 1883. године. За академика га је именовао краљ Милан Обреновић 1887. а након пензионисања Пантелије Срећковића предавао је историју на Великој школи. Био је министар просвете у кабинету Стојана Новаковића између 1895. и 1897. године. Значајан је његов пројекат закона којим је Министарству просвете ускраћено право да поставља професоре на великој школи. Током његовог деловања настава на високој школи се примакла универзитетском нивоу јер су ученици морали „радити и у семинарима, заводима и лабораторијама“. Наставничку делатност прекинуо је због обавеза у Српској краљевској академији. У овој научно-културној установи био је секретар одсека за друштвене науке а затим је постао главни секретар академије. Постао је државни саветник 1912. године једногласном одлуком Народне скупштине. Учествовао је у два српско-турска рата (1876 — 1878), а у Првом балканском рату погинуо му је син јединац.

## Научни рад
Током свог школовања Љубомир Ковачевић није се припремао за историјска проучавања. Његова интересовања била су више везана за математику и биологију. Такође се у ђачким данима бавио сакупљањем народних умотворина. Његов историчарски рад почео је исправљањем датирања појединих повеља и писама. Унапредио је помоћне историјске науке својим радовима из области нумизматике и историјске географије.
Први је српски нумизматичар. Сакупљао је старог новца и оставио је вредну нумизматичку збирку, која је сачувана. Његов први рад из области нумизматике је објављен 1878. године, а и његово уводно предавање на Великој школи је такође било из ове области. Занимљиви радови у сфери нумизматике се тичу описа и обраде врло ретког старог влашког и бугарског новца..
Писао је средњошколске уџбенике. Са Љубомиром Јовановићем је отпочео писање обимне историје српског народа али она није довршена. Прекида се са 1020. годином. Сакупљао је и објављивао изворе. Истовремено са Ватрославом Јагићем објавио је Светостефанску хрисовуљу. Између ова два издања не постоје значајније разлике. Пажљиво је припремао за објављивање збирку светогорских повеља чије је исписе направио 1894. године. Ова збирка делимично је пропала у Првом светском рату. Део исписа које је направио издао је Стојан Новаковић у књизи Законски споменици српских држава средњег века.
Највећи број његових расправа односи се на проблематику одвајања предања од поузданих извора. Као и Иларион Руварац одлучно је побијао истинитост легенде о убиству цара Уроша и о издаји Вука Бранковића. После објављивања ових радова уследила је жестока полемика са романтичарским историчарима, српским Пантелијом Срећковићем и руским Владимиром Качановским. Тек је Константин Јиречек завршио ову полемику доказујући документима из Дубровачког архива да је цар Урош надживео краља Вукашина Мрњавчевића. Студијом Вук Бранковић доказао је да овај српски великаш није издао кнеза Лазара на Косову пољу 1389. године. Користио је све, у том тренутку, расположиве изворе. Утицај традиције био је толико јак да је теорија о издаји Вука Бранковића нашла места и у уџбеницима. Због непоколебљивог става Љубомира Ковачевића су означавали као народног издајника иако је био велики патриота.
Љубомир Ковачевић је радио изузетно пажљиво, настојећи да сваки проблем сагледа и разуме до краја и да тек онда публикује своје резултате. Зато је објавио релативно мали број радова. Склон детаљу велику пажњу посвећивао је појединим питањима настојећи да установи научну истину тамо где се романтичарска историографија држала традиције.

## Одабрана дела
- Ковачевић, Љубомир (1879). „Неколико хронолошких исправака у српској историји”. Годишњица Николе Чупића. 3: 356—446.
- Ковачевић, Љубомир (1884). „И опет: краљ Вукашин није убио цара Уроша. Прилог к објашњењу извора српске историје”. Годишњица Николе Чупића. 6: 191—262.
- Ковачевић, Љубомир (1884). „Запон Хумског кнеза Петра”. Старинар. 1: 110—118.
- Ковачевић, Љубомир (1886). И по трећи пут: Краљ Вукашин није убио цара Уроша. Београд: Краљевско-српска државна штампарија.
- Ковачевић, Љубомир (1888). „Знамените српске властеоске породице средњега века”. Годишњица Николе Чупића. 10: 199—214.
- Ковачевић, Љубомир (1888). „Вук Бранковић (1372-1398)”. Годишњица Николе Чупића. 10: 215—301.
- Ковачевић, Љубомир; Јовановић, Љубомир (1893). Историја српскога народа. 1. Београд: Српска књижевна задруга.
- Ковачевић, Љубомир; Јовановић, Љубомир (1894). Историја српскога народа. 2. Београд: Српска књижевна задруга.
- Ковачевић, Љубомир (1900). „Неколика питања о Стефану Немањи: Прилог критици извора за српску историју ХII. века”. Глас СКА. 58: 1—108.
- Ковачевић, Љубомир (1901). „Жене и деца Стефана Првовенчаног: Прилог критици извора за српску историју XIII. века”. Глас СКА. 60: 1—64.
- Најстарији бугарски новци, 1908.
- Два непозната босанска новца, 1910.
- Срби у Хрватској и велеиздајничка парница, 1909.